# Indépendance de l'Azerbaïdjan

République démocratique d'Azerbaïdjan, 1918-1920.

 (novembre 2018).
Si vous disposez d'ouvrages ou d'articles de référence ou si vous connaissez des sites web de qualité traitant du thème abordé ici, merci de compléter l'article en donnant les références utiles à sa vérifiabilité et en les liant à la section « Notes et références ».
Pour la première fois, l'Azerbaïdjan a accédé à l'indépendance le 28 mai 1918 en proclamant la République démocratique d'Azerbaïdjan, qui n'a duré que 23 mois. L'indépendance a été rétablie le 18 octobre 1991 avec l'approbation de l'acte d'indépendance de la République d'Azerbaïdjan,,,.

## Histoire

### République démocratique d'Azerbaïdjan
Après la révolution de février 1917, en septembre, le gouvernement provisoire proclama la République russe mais le gouvernement fut renversé le 25 octobre. Le 28 novembre à Tbilissi, le Commissariat transcaucasien a été établi. En janvier 1918, l'autorité tsariste décida d'établir le Sejm (Assemblée) transcaucasien et de transmettre le pouvoir local. Le Sejm a commencé à travailler en février et a joué le rôle du corps législatif du conservateur. Le Sejm forma un gouvernement transcaucasien et fut représenté par trois partis principaux: la faction azerbaïdjanaise du parti Müsavat, les menchéviks géorgiens et la Fédération révolutionnaire arménienne.
En mars 1918, la situation en Transcaucasie s'est aggravée en raison des événements de mars à Bakou. Le 7 avril, la faction musulmane a annoncé qu'elle se retirait du gouvernement de Transcaucasie. Le 22 avril, il fut décidé d'établir la république démocratique fédérative de Transcaucasie avec pour capitale à Tbilissi.
Le 26 mai, la réunion de Sejm a eu lieu, dans lequel la Géorgie a déclaré son départ et Sejm sur sa dissolution. Le 27 mai, la faction musulmane a tenu une réunion sur la situation. Il a été décidé de créer le Conseil national d'Azerbaïdjan dirigé par Mémméd Émin Résulzadé. Cela a été la base de la future république. Fatali Khan Khoiski a été élu président du comité exécutif. Le 28 mai, les membres du Conseil national ont tenu une réunion, au cours de laquelle ils ont discuté de la situation du pays, de la dissolution du Sejm, de la proclamation de l'indépendance de la Géorgie. La déclaration d'indépendance a été adoptée et la République démocratique d'Azerbaïdjan a été proclamée.

## Cabinet gouvernemental
Après l'approbation de la Déclaration d'Indépendance, Fatali Khan a formé le premier cabinet du gouvernement, qui a exercé ses droits jusqu'à la relocalisation de la capitale. Le 16 juin, la Junte et le Gouvernement se sont déplacés à Ganja et le premier Cabinet a démissionné. Le 17 juin, un deuxième cabinet a été formé. Le 15 septembre, Bakou a été libérée et le gouvernement a été transféré dans cette ville. Des changements ont été faits le 6 octobre dans le deuxième cabinet du gouvernement. Le 7 décembre a eu lieu la première session du Parlement de la République démocratique d'Azerbaïdjan, le Président du Parlement  élu est Alimardan Topchubashov. La démission du deuxième cabinet du gouvernement a été approuvée lors de la réunion.  Le 26 décembre, lors de la session ordinaire du Parlement, Fatali Khan Khoiski présenta le troisième cabinet du gouvernement de la République qui, le 25 février 1919, démissionna. Mais jusqu'à la formation du nouveau gouvernement, le second a exercé ses fonctions. La tâche de former le quatrième cabinet du gouvernement a été confiée à Nassib Youssifbeyli. Le 14 avril, la nouvelle composition du Cabinet a été approuvée. Le cinquième cabinet fut formé le 22 décembre 1919 et dura jusqu'au 20 mars 1920. En mars 1920, la situation dans la région était particulièrement grave. La formation de neuf gouvernements a été confiée à Mammad Hassan Hadjinski, mais aucun résultat n'a pu être obtenu.
| Premier cabinet                  | Deuxième cabinet                                                                | Troisième cabinet                     | Troisième cabinet                     | Quatrième Cabinet                     | Cinquième cabinet                     |
| (du 28 mai 1918 au 17 juin 1918) | (Du 17 juin 1918 au 7 décembre 1918, le 6 octobre la composition a été changée) | (du 26 décembre 1918 au 14 mars 1919) | (du 26 décembre 1918 au 14 mars 1919) | (du 14 mars 1919 au 22 décembre 1919) | (du 24 décembre 1919 au 20 mars 1920) |
| Fatali Khan Khoiski              | Fatali Khan Khoiski                                                             | Fatali Khan Khoiski                   | Nassib bey Usubbeyov                  | Nassib bey Usubbeyov                  | Nassib bey Usubbeyov                  |

## Dates importantes de la République démocratique d'Azerbaïdjan
- 21 juin 1918 - approbation du drapeau de l'État
- 26 juin 1918 - Création de l'Armée nationale d'Azerbaïdjan
- 27 juin 1918 - Déclaration sur la langue officielle
- 7 novembre 1918 - création du Ministère militaire
- 9 novembre 1918 - approbation du nouveau drapeau de l'État
- 19 novembre 1918 - approbation de la loi sur la création du Parlement
- 7 décembre 1918 - création du Parlement [6]
- Le 11 août 1919 - approbation de la loi sur la citoyenneté azerbaïdjanaise
- 28 août 1919 - approbation de la loi sur la Banque d'État
- 1er septembre 1919 - création de l'Université d'État de Bakou
- 30 septembre 1919 - inauguration de la Banque d'État
- 11 janvier 1920 - Approbation de la décision sur la reconnaissance de facto de l'indépendance de l'Azerbaïdjan par le Conseil supérieur de la Conférence de paix de Paris

## République d'Azerbaïdjan
Après l'effondrement de l'URSS, les conditions favorables ont été réunies pour récupérer l'indépendance perdue 70 ans auparavant. Le 30 août 1991, le Conseil suprême d'Azerbaïdjan a approuvé la déclaration "Sur la restauration de l'indépendance de l'Azerbaïdjan".
Le 18 octobre, la loi sur l'indépendance de la République d'Azerbaïdjan a été approuvée. Le premier président de la République d'Azerbaïdjan élu a été Ayaz Mutallibov, qui a démissionné le 6 mars 1992. Jusqu'à la célébration des nouvelles élections les présidents par intérim éont été Yagub Mammadov et Isa Gambar. Le 7 juin 1992, des élections présidentielles ont eu lieu, au cours desquelles Abulfaz Eltchibey a gagné.
Un an plus tard, le 4 juin 1993, à Ganja, une manifestation contre le président a été déclenchée par le colonel Suret Husseinov. Le 10 juin, le président de l'Assemblée nationale, Isa Gambar, a démissionné et, le 15 juin, Heydar Aliyev a été élu président de l'Assemblée nationale d'Azerbaïdjan. Le président de la République Abulfaz Eltchibey a également démissionné. À la fin de juin, les pourparlers entre Heydar Aliyev et Suret Husseinov ont commencé. Peu après, les rebelles se sont retirés.

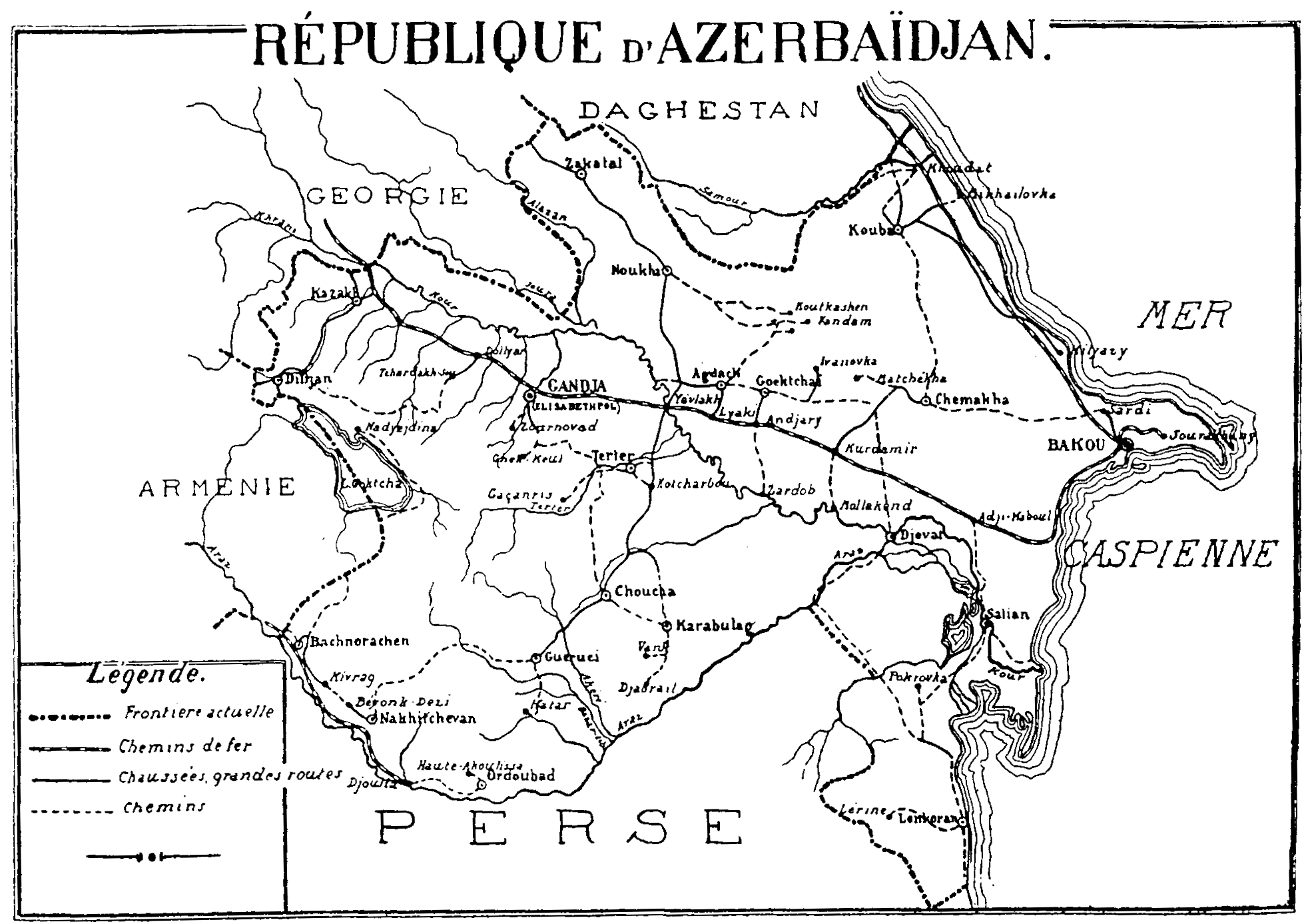
République d'Azerbaïdjan.

En octobre 1993, les résultats du vote, ont permis à Heydar Aliyev  de devenir président. Suret Husseynov a été nommé Premier ministre. En octobre 1994, la situation dans le pays s'est détériorée et à Ganja, une crise politique s'est déclenchée. Le 7 octobre, l'assemblée nationale a accepté la démission de Suret Husseynov, accusé d'avoir organisé la révolte.            
En mai 1994, un accord sur le cessez-le-feu a été signé entre l'Azerbaïdjan et l'Arménie.
Le 12 novembre 1995, la Constitution de la République d'Azerbaïdjan, qui a la préséance juridique, a été adoptée.
Le 5 février 1991, le Conseil suprême d'Azerbaïdjan a approuvé la décision sur la reconnaissance du drapeau de la République démocratique d'Azerbaïdjan, qui avait été adopté le 9 novembre 1918 comme drapeau de la République d'Azerbaïdjan.
Le 27 mai 1992, la marche de l'Azerbaïdjan, créée en 1918 et non adoptée comme l'hymne officiel de la République démocratique d'Azerbaïdjan, a été approuvée comme l'hymne national de la République d'Azerbaïdjan.
Le 19 janvier 1993, les armoiries de l'Azerbaïdjan ont été adoptées.

## Commémorations
- Le 28 mai - Jour de la République [7]
- Le 15 juin - Journée de Salut national
- Le 26 juin - Journée des forces armées [8]
- Le 18 octobre - Jour de l'indépendance
- Le 9 novembre - Jour du drapeau [9]
- Le 12 novembre - Jour de la Constitution [10]